# 欧特韦讷
欧特韦讷（法語：Hautevesnes，法語發音：[otvɛn]）是法国上法蘭西大區埃纳省的一个市镇，属于蒂耶里堡区。

## 地理
欧特韦讷（49°6'33"N, 3°13'55"E）面积7.29 平方千米，位于法国上法蘭西大區埃纳省，该省份为法国北部内陆省份，北起北部省，西接索姆省和瓦兹省，东临阿登省和马恩省，西南至塞纳-马恩省，东北部与比利时接壤
与欧特韦讷接壤的市镇（或旧市镇、城区）包括：比西亚尔、库尔尚、利西克利尼翁、莫讷、普里耶、圣让古尔夫、沃伊拉波特里。

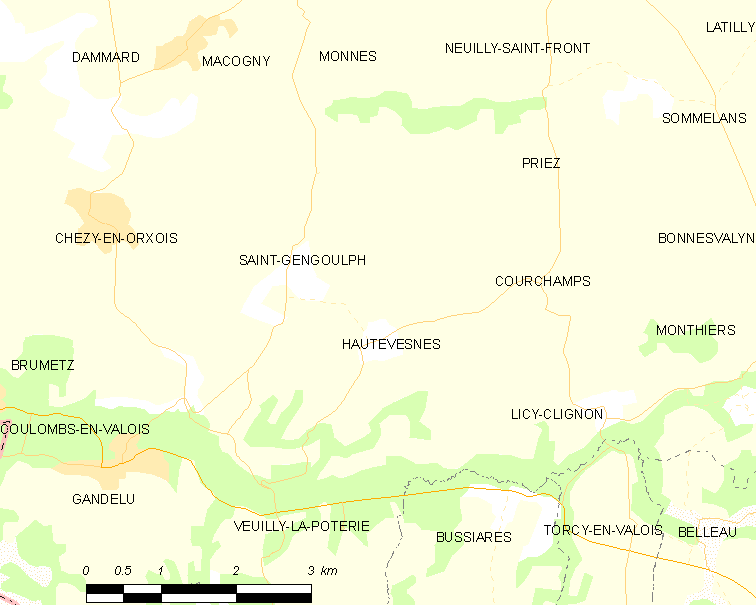
欧特韦讷的OSM定位图

欧特韦讷的时区为UTC+01:00、UTC+02:00（夏令时）。

## 行政
欧特韦讷的邮政编码为02810，INSEE市镇编码为02375。

## 政治
欧特韦讷所属的省级选区为维莱科特雷县。

## 人口

1962-2008年间欧特韦讷人口变化图示

欧特韦讷于2022年1月1日时的人口数量为162人。